# Banc d'Europa
El Banc d'Europa fou una entitat financera constituïda a Catalunya el 1973 i activa fins al 2007.

## Història
Fundat el 1973, el seu president era Carles Ferrer Salat i el vicepresident Enric L.Llorens. El grup impulsor estava format pel mateix Ferrer Salat, per Joaquim Boixareu, Antonio Gallardo Ballart i Rogelio Raich Mill.
Tenia activitat als territoris de parla catalana, però es van acabar expandint per la península ibèrica. A principis de la dècada dels 90, van començar a tenir problemes econòmics. El desembre de 1993 la junta d'accionistes va acordar vendre un 75% de la seva titularitat a La Caixa. En aquell moment tenia 38 oficines i una plantilla de 246 persones. El banc va acordar reduir un 80% el seu capital i la caixa va pagar 4.860 milions de pessetes pel 75% de l'entitat, i va nomenar Juan Llopart com a nou conseller delegat. Carles Ferrer Salat era cosí de Josep Vilarasau Salat, president executiu de La Caixa durant 27 anys (entre 1976 i 2003).
El 1995 va fer una ampliació de capital. El 1997 tenia us recursos propis de 8.600 milions de pessetes. El 2007 La Caixa el va convertir en un banc de microcrèdits i li va canviar la denominació social per la de MicroBank de la Caixa.